# Tumidiclava canalis
Tumidiclava canalis är en stekelart som beskrevs av Girault 1915. Tumidiclava canalis ingår i släktet Tumidiclava och familjen hårstrimsteklar. Inga underarter finns listade i Catalogue of Life.